# Michael Chadwick
Michael Chadwick (Charlotte, 15 april 1995) is een Amerikaanse zwemmer.

## Carrière
Bij zijn internationale debuut, op de wereldkampioenschappen kortebaanzwemmen 2016 in Windsor, werd hij uitgeschakeld in de halve finales van zowel de 50 als de 100 meter vrije slag. Op de 4×50 meter vrije slag veroverde hij samen met Paul Powers, Blake Pieroni en Thomas Shields de zilveren medaille, samen met Jacob Pebley, Cody Miller en Thomas Shields sleepte hij de zilveren medaille in de wacht op de 4×50 meter wisselslag. Op de 4×100 meter vrije slag legde hij samen met Thomas Shields, Paul Powers en Blake Pieroni beslag op de bronzen medaille. Samen met Matthew Josa, Nicolas Fink en Josh Prenot zwom hij in de series van de 4×100 meter wisselslag, in de finale werden Jacob Pebley, Cody Miller, Thomas Shields en Blake Pieroni gediskwalificeerd. Op de 4×50 meter wisselslag gemengd werd hij samen met Thomas Shields, Lilly King en Kelsi Worrell wereldkampioen.
Op de wereldkampioenschappen zwemmen 2017 in Boedapest zwom hij samen met Blake Pieroni, Zach Apple en Townley Haas in de series van de 4×100 meter vrije slag, in de finale behaalden Pieroni en Haas samen met Caeleb Dressel en Nathan Adrian de wereldtitel. Voor zijn aandeel in de series ontving Chadwick eveneens de gouden medaille.
Tijdens de wereldkampioenschappen kortebaanzwemmen 2018 in Hangzhou veroverde de Amerikaan samen met Caeleb Dressel, Ryan Held en Jack Conger de wereldtitel op de 4×50 meter vrije slag, op de 4×100 meter vrije slag sleepte hij samen met Caeleb Dressel, Blake Pieroni en Ryan Held de wereldtitel in de wacht. Samen met Matt Grevers, Andrew Wilson en Jack Conger zwom hij in de series van de 4×50 meter wisselslag, in de finale legden Ryan Murphy, Michael Andrew, Caeleb Dressel en Ryan Held beslag op de zilveren medaille. Op de 4×50 meter vrije slag gemengd zwom hij samen met Michael Andrew, Olivia Smoliga en Madison Kennedy in de series, in de finale werden Caeleb Dressel, Ryan Held, Mallory Comerford en Kelsi Dahlia wereldkampioen. Samen met Ryan Murphy, Katie Meili en Kendyl Stewart zwom hij in de series van de 4×50 meter wisselslag gemengd, in de finale behaalden Olivia Smoliga, Michael Andrew, Kelsi Dahlia en Caeleb Dressel de wereldtitel. Voor zijn inspanningen in de series van deze estafettes werd Chadwick beloond met twee gouden en een zilveren medaille.
In Gwangju nam Chadwick deel aan de wereldkampioenschappen zwemmen 2019. Op dit toernooi zwom hij samen met Townley Haas, Blake Pieroni en Zach Apple in de series van de 4×100 meter vrije slag, in de finale veroverden Pieroni en Apple samen met Caeleb Dressel en Nathan Adrian de wereldtitel. Voor zijn aandeel in de series ontving hij eveneens de gouden medaille. Op de Pan-Amerikaanse Spelen 2019 in Lima sleepte hij de bronzen medaille in de wacht op zowel de 50 als de 100 meter vrije slag. Op de 4×100 meter vrije slag legde hij samen met Drew Kibler, Grant House en Nathan Adrian beslag op de zilveren medaille.

## Internationale toernooien
| Jaar | Olympische Spelen | WK langebaan                                      | WK kortebaan | PanPacs       | Pan-Amerikaanse Spelen |
| ---- | ----------------- | ------------------------------------------------- | --- | ------------- | --- |
| 2016 | geen deelname     |                                                   | 9e 50m vrije slag · 16e 100m vrije slag · 4×50m vrije slag · 4×100m vrije slag · 4×50m wisselslag · DSQ 4×100m wisselslag · 4×50m wisselslag gemengd                                                          |               | |
| 2017 |                   | 4×100m vrije slag · Chadwick zwom enkel de series | |               | |
| 2018 |                   |                                                   | 4×50m vrije slag · 4×100m vrije slag · 4×50m wisselslag · Chadwick zwom enkel de series · 4×50m vrije slag gemengd · Chadwick zwom enkel de series · 4×50m wisselslag gemengd · Chadwick zwom enkel de series | geen deelname | |
| 2019 |                   | 4×100m vrije slag · Chadwick zwom enkel de series | |               | 50m vrije slag · 100m vrije slag · 4×100m vrije slag · 4×100m vrije slag gemengd · 4x100m wisselsslag · Chadwick zwom enkel de series |

## Persoonlijke records
Bijgewerkt tot en met 9 augustus 2019
Kortebaan
| Afstand         | Tijd  | Datum            | Plaats       |
| --------------- | ----- | ---------------- | ------------ |
| 50m vrije slag  | 21,16 | 12 december 2015 | Indianapolis |
| 100m vrije slag | 46,90 | 10 november 2018 | Genua        |

Langebaan
| Afstand         | Tijd  | Datum           | Plaats |
| --------------- | ----- | --------------- | ------ |
| 50m vrije slag  | 21,95 | 9 augustus 2019 | Lima   |
| 100m vrije slag | 48,44 | 25 juli 2018    | Irvine |